# Nucléosynthèse explosive
La nucléosynthèse explosive est la création de nouveaux éléments chimiques par une supernova, un collapsar ou une fusion d'étoiles à neutrons au cours de la fusion explosive de l'oxygène et du silicium. Parmi les éléments synthétisés, on trouve par exemple, le soufre, le chlore, l'argon, le sodium, le potassium, le scandium ainsi que des éléments du pic du fer : chrome, manganèse, fer, cobalt et nickel. Leur abondance augmente dans le milieu interstellaire environnant après leur éjection. 
Les éléments plus lourds que le nickel sont créés principalement par une capture rapide des neutrons dans un processus appelé le processus r. Cependant, il y a aussi d'autres processus qui pourraient être responsables de la création d'éléments lourds à partir d'éléments légers, notamment le processus de capture de proton, connu sous le nom de processus rp, et un processus de photodésintégration qui se nomme le  processus gamma (ou p). Celui-ci synthétise les plus légers, la plupart pauvres en neutrons.

## Nucléosynthèse stellaire
Dans les processus de fusion nucléaire se produisant lors d'une nucléosynthèse stellaire, la masse maximale d'un élément fusionné est celle du fer, atteignant un isotope ayant une masse atomique de 56. Avant une supernova, les éléments de fusion entre le silicium et le fer peuvent être produits seulement dans les plus grosses étoiles, dans le processus de combustion du silicium. 
Un procédé de capture de neutrons lents, connu sous le nom de processus s qui se produit également lors de la nucléosynthèse stellaire normale, peut créer des éléments jusqu'au bismuth, avec une masse atomique d'environ 209. Toutefois, le processus s survient principalement chez les étoiles de faible masse qui évoluent plus lentement.

## Supernova

Animation d'une supernova.

Une supernova est l'explosion marquant la fin de la vie d'une étoile massive. 
On distingue essentiellement deux types de supernova, les supernovas thermonucléaires (Ia) et les supernovas à effondrement de cœur (II). Les Ia se produisent dans un système qui contient au moins une naine blanche, lorsque celle-ci est suffisamment proche d'une géante rouge : un transfert de matière peut survenir, ce qui entraine une augmentation de la masse de la naine. Lorsque celle-ci atteint 1,4 de masse solaire, un processus s'enclenche, menant surtout à des réactions thermonucléaires de fusion de carbone et d'oxygène décrites par les lois de la mécanique quantique. Une explosion violente survient alors, soufflant complètement l'étoile.
Le deuxième type de supernova survient lorsque des étoiles massives de plus de 10 masses solaires ont totalement consommé leur « combustible nucléaire ». À ce moment, il y a un effondrement des couches externes de l'étoile engendré par l'absence soudaine de compensation de la force de gravité par la pression des radiations engendrée par les réactions thermonucléaires.
Une fois que le noyau ne parvient pas à produire suffisamment d'énergie pour soutenir l'enveloppe externe des gaz, l'étoile explose en supernova produisant la majeure partie des éléments au-delà du fer. La production des éléments du fer à l'uranium se produit en quelques secondes dans une explosion de supernova. En raison de la grande quantité d'énergie libérée, les températures et densités beaucoup plus élevées que les températures normales stellaires sont atteintes. Ces conditions permettent un environnement où les  éléments transuraniens pourraient être formés.

## Processus r
Durant la nucléosynthèse de supernova, le processus r (r pour rapide) crée des isotopes lourds très riches en neutrons, qui se désintègrent après l'événement au premier isotope stable, ainsi créant les isotopes stables riches en neutrons de tous les éléments lourds. Ce processus de capture de neutron se produit dans des conditions de température élevée et de haute densité en neutrons. 